# سارتاخادا
سارتاخادا (به اسپانیایی: Sartajada) یک شهرستان در اسپانیا است که در استان تولدو واقع شده‌است.

## خصوصیات
سارتاخادا ۱۵ کیلومترمربع مساحت و ۱۲۷ نفر جمعیت دارد و ۳۶۰ متر بالاتر از سطح دریا واقع شده‌است.